# Tribunal de Bòsnia i Hercegovina

El Tribunal de Bòsnia i Hercegovina utilitza l'Escut de Bòsnia i Hercegovina com a símbol.

El Tribunal de Bòsnia i Hercegovina (Sud Bosne i Hercegovine, Суд Босне и Херцеговине) és un tribunal intern de l'Estat de Bòsnia i Hercegovina (BiH) que inclou a jutges i fiscals internacionals. Es va establir el 3 de juliol de 2002 pel Parlament bosnià, adoptant una llei de l'Alt Representant per Bòsnia i Hergegovina promulgada el 12 de novembre de 2000. És l'òrgan judicial que garanteix la protecció dels drets humans fonamentals i les llibertats en l'àmbit estatal, en tots aquells assumptes previstos per la Constitució de Bòsnia i Hercegovina: crims de guerra, crim organitzat, delictes económics i corrupció. L'actual president del Tribunal és la jutge bosniana Kreso Meddžida.
La seva tasca està regulada per l'Estatut expedit pel Consell de Seguretat de les Nacions Unides, les normes adoptades pels magistrats del Tribunal, així com les mateixes lleis bosnianes, com ara el Codi Penal de Bòsnia i Hercegovina. Tot la presència internacional entre els jutges i la fiscalia, les funcions principals del Tribunal estan en mans dels ciutadans de BiH, les sessions es desenvolupen en els idiomes oficials de BiH, i els condemnats compleixin les seves condemnes en presons de BiH.

## Organització
D'acord amb les seves competències, el Tribunal està compost d'una divisió administrativa, una penal i una d'apel·lació. Aquestes dues darreres estan estructurades en tres seccions:
- Secció I: Crims de Guerra
- Secció II: Crim organitzat, Delictes Econòmics i Corrupció
- Secció III: Altres assumptes sota la seva jurisdicció

## Secció de crims de guerra
La secció de crims de guerra va ser creada el 9 de març de 2005, i ha tingut un paper important en el judici de crims comesos durant la Guerra de Bòsnia. El Tribunal Penal Internacional per a l'antiga Iugoslàvia (ICTY) ha transferit diversos casos a la secció de crims de guerra del Tribunal, d'acord amb la seva política de prioritzar els procediments més rellevants per a poder completar el seu mandat. A diferència del caràcter ad hoc de l'ICTY, el Tribunal no té un mandat de temps limitat.

### Casos transferits per l'ICTY
- Gojko Janković
- Željko Mejakić
- Momčilo Gruban
- Dušan Fuštar
- Duško Knežević
- Paško Ljubičić
- Mitar Rašević
- Radovan Stanković
- Savo Todović
- Milorad Trbić

### Altres casos
- Novak Đukić